# Specialisterne
Specialisterne (dänisch für „die Spezialisten“) ist ein dänisches Sozialunternehmen oder Social Enterprise, das die Fähigkeiten von Menschen mit Autismus als Wettbewerbsvorteil am Markt nutzt. In Dänemark bietet das Unternehmen Dienstleistungen wie Software Testing, Qualitätssicherung oder Digitalisierung von Daten an. Die Organisation stellt sicher, dass die Consultants mit Diagnose aus dem Autismusspektrum die passenden Arbeitsbedingungen vorfinden. Specialisterne Dänemark und die Marke Specialisterne gehören mittlerweile der Specialist People Foundation.

## Geschichte
Der Sohn des Gründers Thorkil Sonne wurde mit frühkindlichem Autismus diagnostiziert. Thorkil Sonne erkannte bei ihm im Kindesalter Begabungen, die auf dem Arbeitsmarkt speziell in der IT-Branche gut einsetzbar wären. 2004 gründete er Specialisterne um der hohen Arbeitslosigkeit von 80 % unter Menschen mit einer Form von Autismus entgegenzuwirken.
2008 spendete Sonne alle Anteile des Unternehmens der Specialist People Foundation mit dem Ziel 1 Million Jobs weltweit für Menschen mit Autismus zu schaffen.
2009 wurde Thorkil Sonne Ashoka Fellow. Im selben Jahr gründete er eine Schule für Jugendliche mit autistischer Wahrnehmung.
2013 wurde Specialisterne in den USA gegründet, wo mittlerweile auch Sonne lebt.
Derzeit gibt es Specialisterne-Organisationen neben Dänemark und USA auch in Österreich, Island, Kanada, Schweiz, Irland, Großbritannien, Polen, Spanien und Norwegen.

## Das Logo
Der Löwenzahn ist das Logo von Specialisterne. Oft wird der Löwenzahn als lästiges Unkraut gesehen. Allerdings ist er auch eine medizinische Nutzpflanze. Der Wert des Löwenzahns liegt also im Auge des Betrachters. Damit wurde eine Parallele zu den versteckten Talenten von Menschen aus dem Autismusspektrum gezogen.

## Specialisterne Austria
2011 wurde Specialisterne Austria als gemeinnütziger Verein von Stephan Dorfmeister in Österreich gegründet. Die Essl-Stiftung und HIL Foundation unterstützen das Geschäftsmodell. 2015 wurde Specialisterne mit dem TRIGOS in der Kategorie Social Entrepreneurship ausgezeichnet.